# Szklarka Trzcielska
Szklarka Trzcielska (niem. Glashütte) – wieś w Polsce położona w województwie wielkopolskim, w powiecie nowotomyskim, w gminie Miedzichowo. Wieś leży w trójkącie pomiędzy nieczynną linią kolejową Międzychód-Zbąszyń, drogą krajową nr 92 i drogą wojewódzką nr 160.
Miejscowość dała nazwę zlikwidowanemu już przystankowi kolejowemu.
W latach 1975–1998 miejscowość administracyjnie należała do województwa poznańskiego.